# Liste der Naturdenkmale in Gunningen
| Naturdenkmale | Anzahl |
| ------------- | ------ |
| FND           | 1      |
| END           | 0      |
| Gesamt        | 1      |

Die Liste der Naturdenkmale in Gunningen nennt die verordneten Naturdenkmale (ND) der im baden-württembergischen Landkreis Tuttlingen liegenden Gemeinde Gunningen. In Gunningen gibt es insgesamt ein als Naturdenkmal geschütztes Objekt, es handelt sich um ein flächenhaftes Naturdenkmal (FND), es gibt kein Einzelgebilde-Naturdenkmal (END).
Stand: 31. Oktober 2016.

## Flächenhafte Naturdenkmale (FND)
| Name                     | Bild | Kennung     | Einzelheiten                    | Position | Fläche Hektar | Datum         |
| ------------------------ | ---- | ----------- | ------------------------------- | -------- | ------------- | ------------- |
| Gelten/Niederwiesen      | BW   | 83270200001 | Gunningen, Seitingen-Oberflacht | ⊙        | 4,3           | 30. Sep. 1986 |
| Legende für Naturdenkmal |      |             |                                 |          |               |               |